# Frühling (Fernsehserie)
Frühling ist eine deutsche Fernsehserie, die seit 2010 für das ZDF nach einer Textvorlage von Natalie Scharf produziert wird. Die Hauptrolle der Katja Baumann wird von Simone Thomalla gespielt.
Die Filme erzählen die Geschichten einer Dorfhelferin, die Familien in Notsituationen zur Seite steht und die sich im Umfeld eines Dorfes mit Namen Frühling und der dortigen Hilfseinrichtung „Hand in Hand“ ereignen. Durch ihr Talent, den Menschen zuzuhören, wird die Dorfhelferin dabei mehr zu einer Art Sozialarbeiterin, die es versteht, den Frühling in Familien zu tragen, die einen Schicksalsschlag erleben oder erlitten haben.

## Handlung
Katja Baumann trennt sich von ihrem untreuen Mann Peter und beginnt ganz von vorn. Sie kündigt ihre Anstellung als Krankenschwester und zieht mit ihrer siebzehnjährigen Tochter Kiki in das Alpendorf Frühling, um dort als Dorfhelferin zu arbeiten. Dort lernt sie den Tierarzt Mark Weber kennen, der gern mit ihr eine Beziehung eingehen möchte. Doch Katja ist noch nicht bereit dazu, sie will ihn nur als „geschlechtslosen“ Freund an ihrer Seite wissen. Peter Baumann unternimmt noch einen letzten Rettungsversuch für seine Ehe, scheitert jedoch und gibt auf. Als Katja sich endlich eingesteht, Mark doch mehr zu mögen, als sie es anfangs zulassen wollte, erinnert dieser sich an eine „alte“ Liebe. Er nimmt erfolgreich Kontakt zu Sophie auf, die kurzerhand zu ihm nach Frühling zieht. Enttäuscht wendet sich Katja ihrer Tochter zu, die inzwischen, nach einer Liebelei mit dem Dorfjungen Matze Gmeiner, in den Kunstmaler Sam verliebt ist. Alle fünf wohnen nun gemeinsam unter einem Dach. Mit der Zeit bemerkt Sophie, dass sie für Mark doch nur die „Nr. Zwei“ ist. Seine Gedanken kreisen weiter um Katja, was Sophie nicht mehr ertragen kann und weshalb sie ihn wieder verlässt. Doch Katja ist für Mark nicht frei, sie verliebt sich in den türkischstämmigen Zahnarzt Cem, der gern sehen würde, dass Katja mit ihm nach Berlin zöge. Doch da sie gerade erst die Leitung der Dorfhelferinnen-Station übernommen hat, entschließen sich beide, eine Fernbeziehung zu führen. Kiki kommt kurzzeitig wieder mit Matze Gmeiner in Kontakt, der plötzlich wieder auftaucht. Sie entschließt sich auf Anraten ihrer Mutter, im örtlichen Krankenhaus eine Ausbildung zu beginnen, bricht diese jedoch ab, als sie einen Fehler begeht, durch den ein Patient unnötig doppelt operiert wird. Trotzdem soll ihr medizinisches Talent gefördert werden, und als sie die Möglichkeit erhält, in Philadelphia zu studieren, nutzt sie das und geht nach Amerika.
Katjas Verhältnis zu Cem entwickelt sich so zögerlich, wie sie es befürchtet hatte. Nach einer Meinungsverschiedenheit Katjas Vater betreffend, kommt es zu einem Zwist und sie wendet sich ihrem Vermieter und Tierarzt Mark Weber zu. Dieser kann sein Glück nicht lange genießen, weil er wieder mal weg muss. Diesmal ist sein Vater in Leipzig erkrankt und er will ihn die Zeit, die dem alten Herrn bleibt, pflegen. Da er nicht weiß, wie lange das sein wird, verkauft er sein Haus in Frühling, so dass sich Katja mit einem neuen Vermieter auseinandersetzen muss. Jan Steinmann zieht mit seinem jugendlichen Sohn Adrian ein, ist aber selbst meist unterwegs und Katja „darf“ sich dann mit um Adrian kümmern. Mark gibt die Hoffnung nicht auf, doch noch mit Katja ein Paar zu werden. Trotz der Entfernung kommt er öfter zu Besuch und per Telefon ist er immer mental präsent und für Katja oft ein „Kummerkasten“. Zur Freude ihrer Tochter Kiki verbringen sie zu dritt einen Weihnachtsurlaub in den Alpen. Dennoch hat ihre Beziehung keine Zukunft, auch wenn Mark immer mal wieder zu Kurzbesuchen nach Frühling kommt. Katja erfährt, dass Mark, nach einer Zeit der Pflege seines Vaters und dessen Tod, weiterhin vorgibt, diesen pflegen zu müssen. Daraufhin zieht sie sich von ihm zurück und wendet sich Tom Kleinke zu, der zum neuen Mann an Katjas Seite wird.
Katja ist durch ihre Arbeit fest im Ort eingebunden und findet allmählich auch zu Jan Steinmann ein gutes (kameradschaftliches) Verhältnis. Ihre gut funktionierende Wohngemeinschaft zerbricht, als Jan an Leukämie erkrankt und stirbt. Sowohl Katja als auch Adrian leiden sehr unter dem Verlust. Während die Dorfhelferin in ihrer Arbeit Halt findet, verliert Adrian den Glauben an die Zukunft. Er gibt seine Ausbildung im Krankenhaus auf und verändert sich zum Negativen, so dass er damit sogar seine Beziehung zu seiner Freundin Lilly aufs Spiel setzt. Auch sein Erbe, das Biergartenrestaurant „Carpe Diem“ und das Haus, in dem er wohnt, empfindet er eher als Belastung denn als Chance. Er wälzt die Arbeit an Leslie ab und lebt antriebslos in den Tag hinein. Erst als er feststellt, sich den falschen Freunden zugewandt zu haben, „wacht“ er auf. Er beginnt sich um das Restaurant zu kümmern und wird wieder zu einem zuverlässigen Mitbewohner für Katja. Nachdem seine Beziehung zu Lilly zerbrochen war, beginnt sie wieder zu heilen. Beide hatten nach neuen Partnern gesucht und sich am Ende wieder füreinander entschieden.
Mittlerweile läuft das Leben in geordneten Bahnen. Adrian geht in seiner Arbeit im „Carpe Diem“ voll auf und trifft hier auf Amelie, die er als Bedienung einstellt. Doch sie wird unzuverlässig und kündigt nach einer Weile. Da Adrian vermutet, dass sie in einer toxischen Beziehung lebt, möchte er ihr helfen. Katja hat derweil den romantischen Heiratsantrag von Tom angenommen, muss aber dann doch feststellen, dass ihre Beziehung keine Zukunft haben wird. Die Trennung von Tom fällt ihr nicht leicht, bringt sie aber ihrem alten Freund Mark wieder näher. Er ist mit seiner kleinen Familie von Leipzig nach Frühling zurückgekehrt und beide merken, dass das Band zwischen ihnen noch immer nicht abgerissen ist. Katja bewahrt sich jedoch ein rein freundschaftliches Verhältnis zu Mark.
Amelie hat sich aufgrund häuslicher Gewalt von ihrem Mann getrennt. Für die Übergangszeit wohnt sie mit ihrem Sohn bei Lilly, Adrians Freundin, und arbeitet auch wieder mit im „Carpe Diem“. Da Frau Niedermayer eine Wohnung vermieten will, bewirbt sich Amelie, bekommt die Wohnung und ist überglücklich. Allerdings stellt ihr Ingo immer wieder nach und obwohl er ihr gegenüber angegeben hat eine Therapie zu machen, wird er einer Tages erneut gewalttätig. Diesmal wird aber die Polizei eingeschaltet, sodass Ingo sich nun endlich verantworten muss. Katja ist wie immer viel beschäftigt und hat kaum noch Zeit für Leslie, mit der sie sich sonst immer mal getroffen hat. So erfährt sie fast als letzte, dass ihre Freundin Frühling verlassen wird, weil ihr Freund Ali in einer anderen Stadt beruflich neu starten will. Für Adrian kommt Leslies Kündigung ebenso überraschend und er muss Ersatz für seine Angestellte finden. Seine Freundin Lilly hat sich in der Dorfhelferzentrale als verlässliche Kraft eingearbeitet. Privat plagt sie die Sorge um ihren Vater, der nachdem er die Familie verlassen hat, sozial abgerutscht ist. Eine Zeit lang lebte er auf der Straße, doch nun ist er spurlos verschwunden. Lilly sucht ihn verzweifelt, kann ihn aber nicht finden. Marks Frau erwartet ihr zweites Kind und nachdem es auf die Welt gekommen ist, vertraut sie Katja an, dass Mark gar nicht der Vater ihres Erstgeborenen ist. Katja empfindet es als unfair, diese Geheimnis nun bewahren zu müssen.

## Besetzung

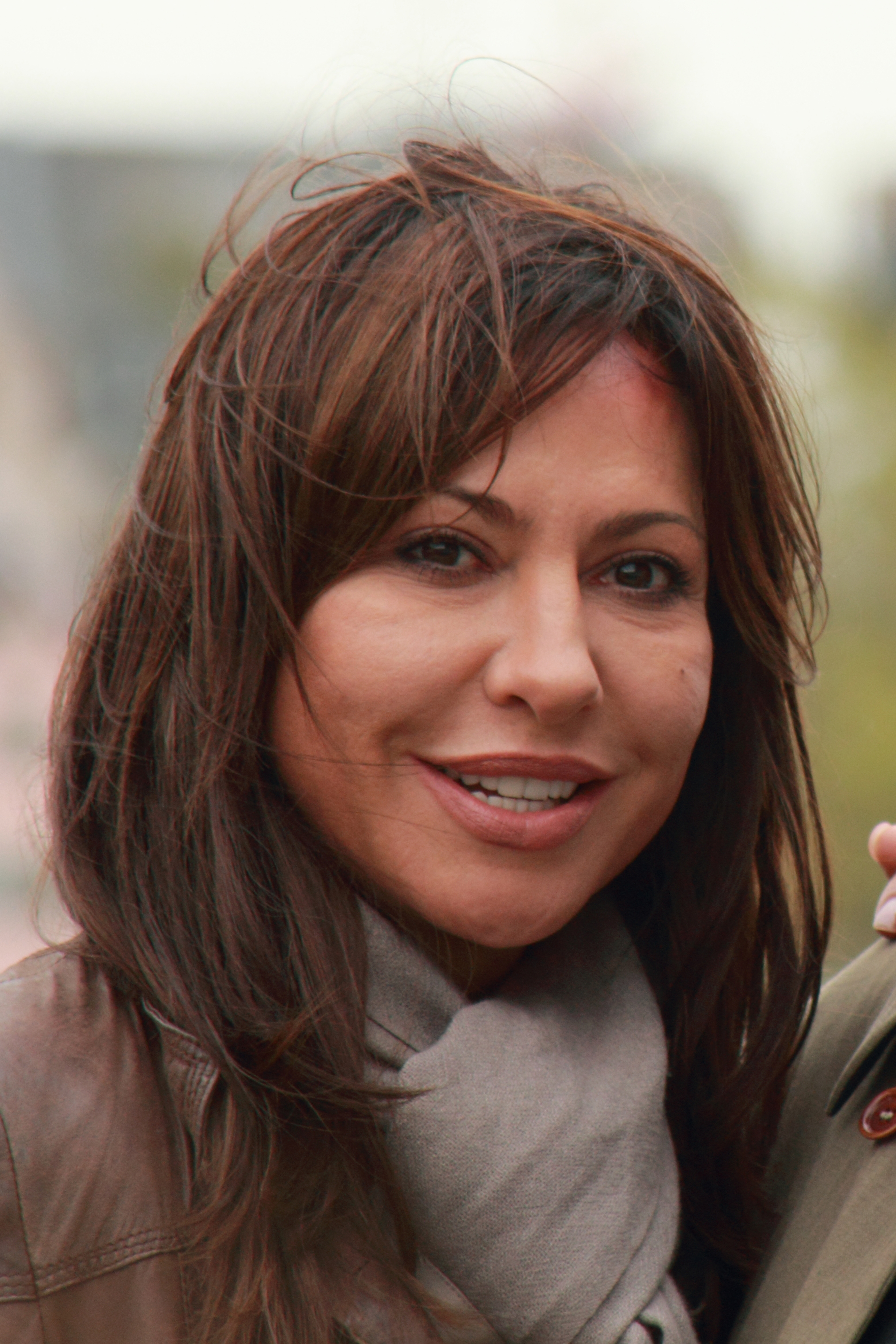
Simone Thomalla als Katja Baumann
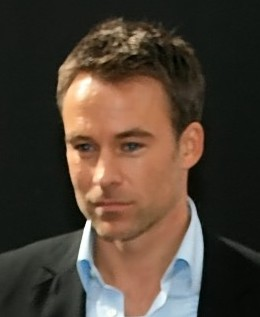
Marco Girnth als Dr. Mark Weber
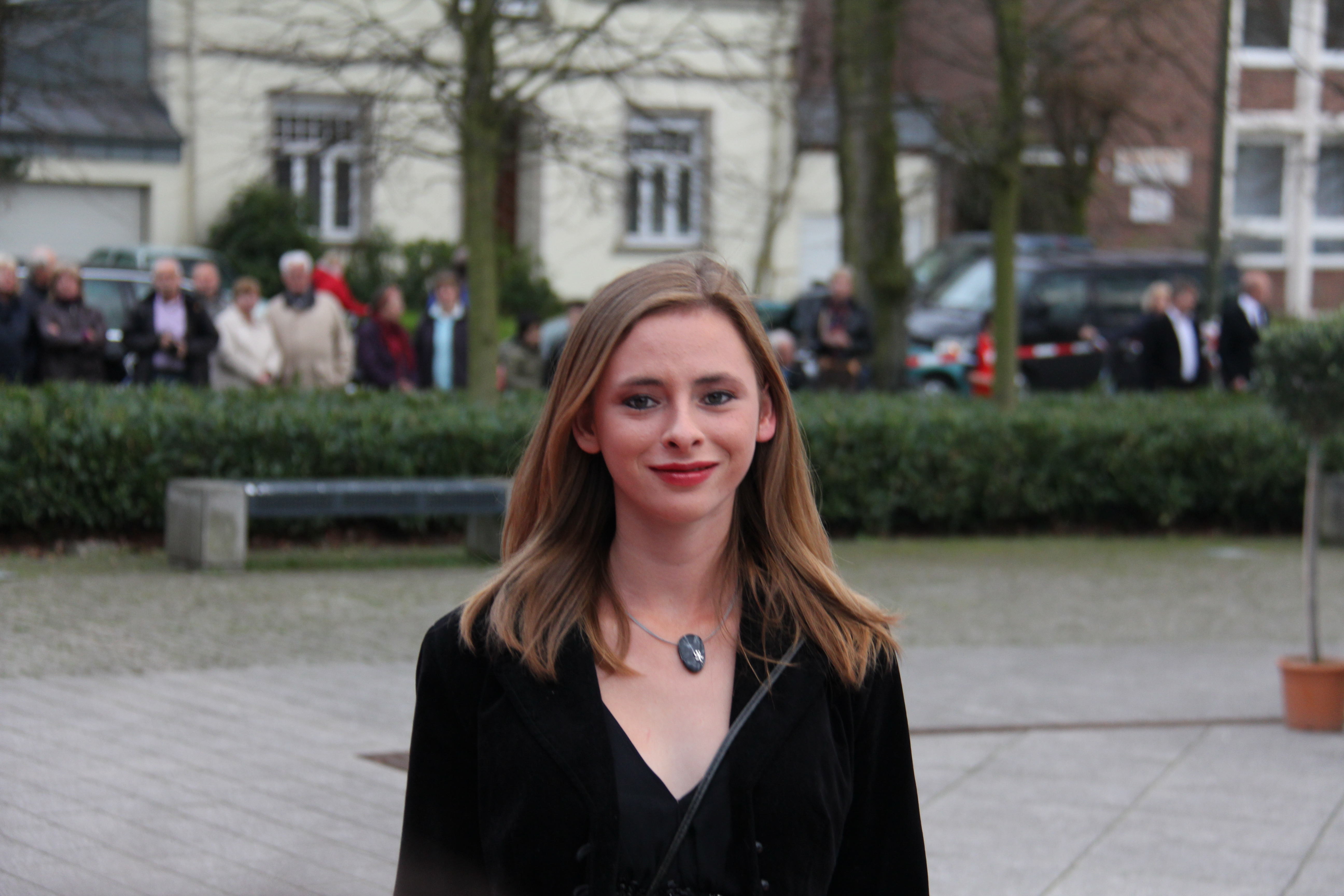
Carolyn Genzkow als Kiki Baumann
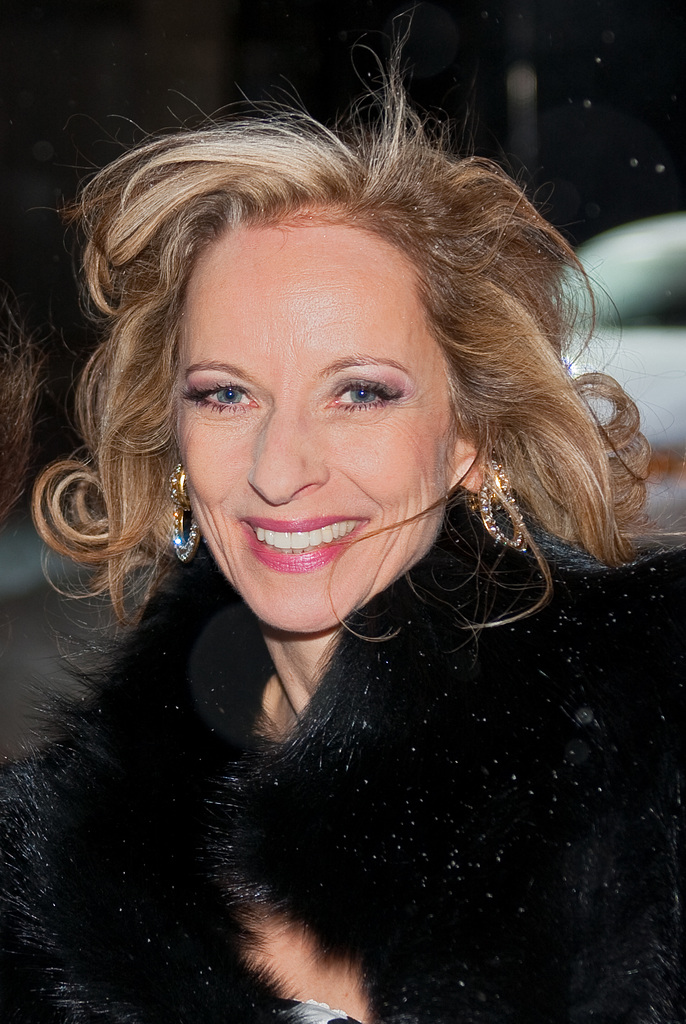
Mareike Carrière als Conny Aigner
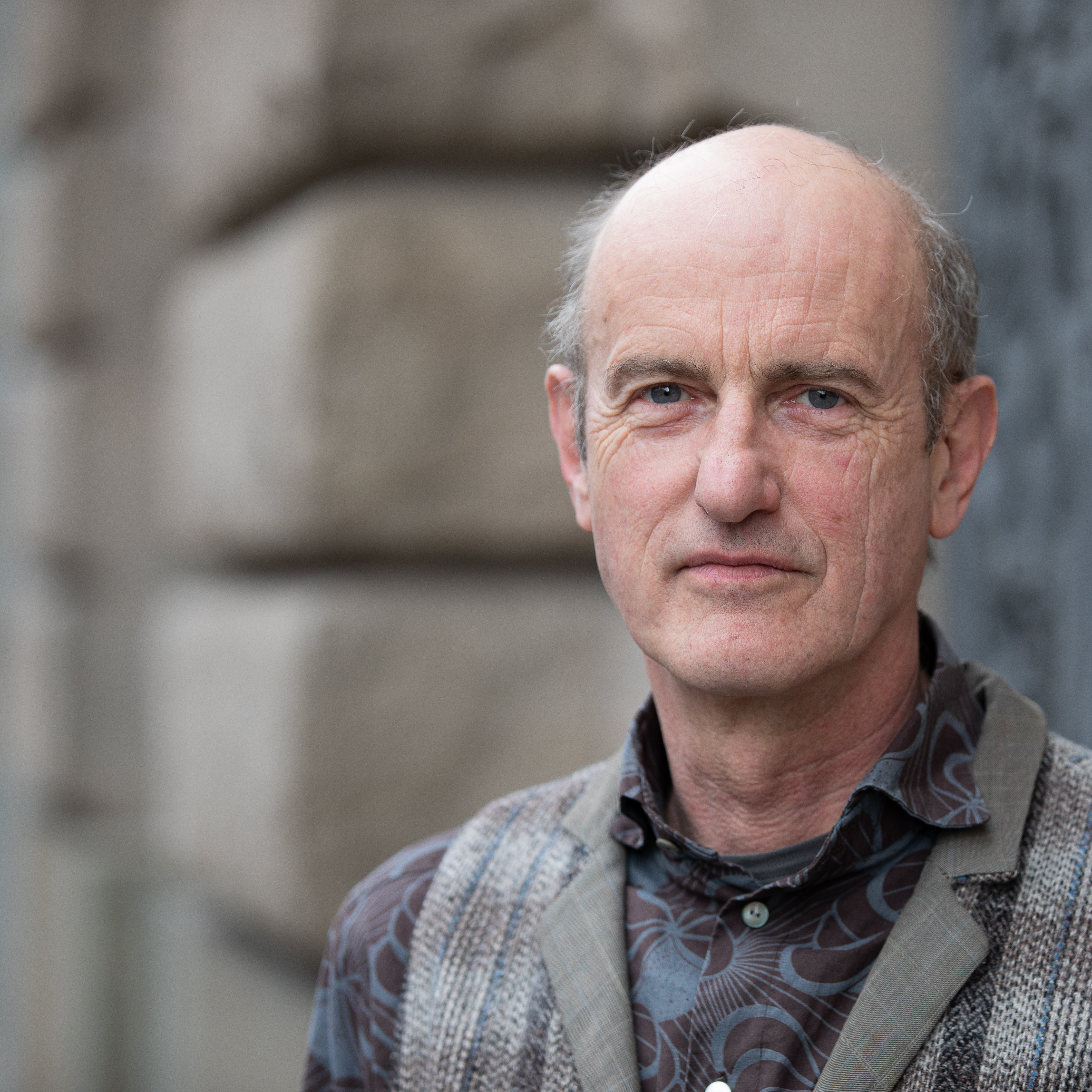
Johannes Herrschmann als Pfarrer Sonnleitner
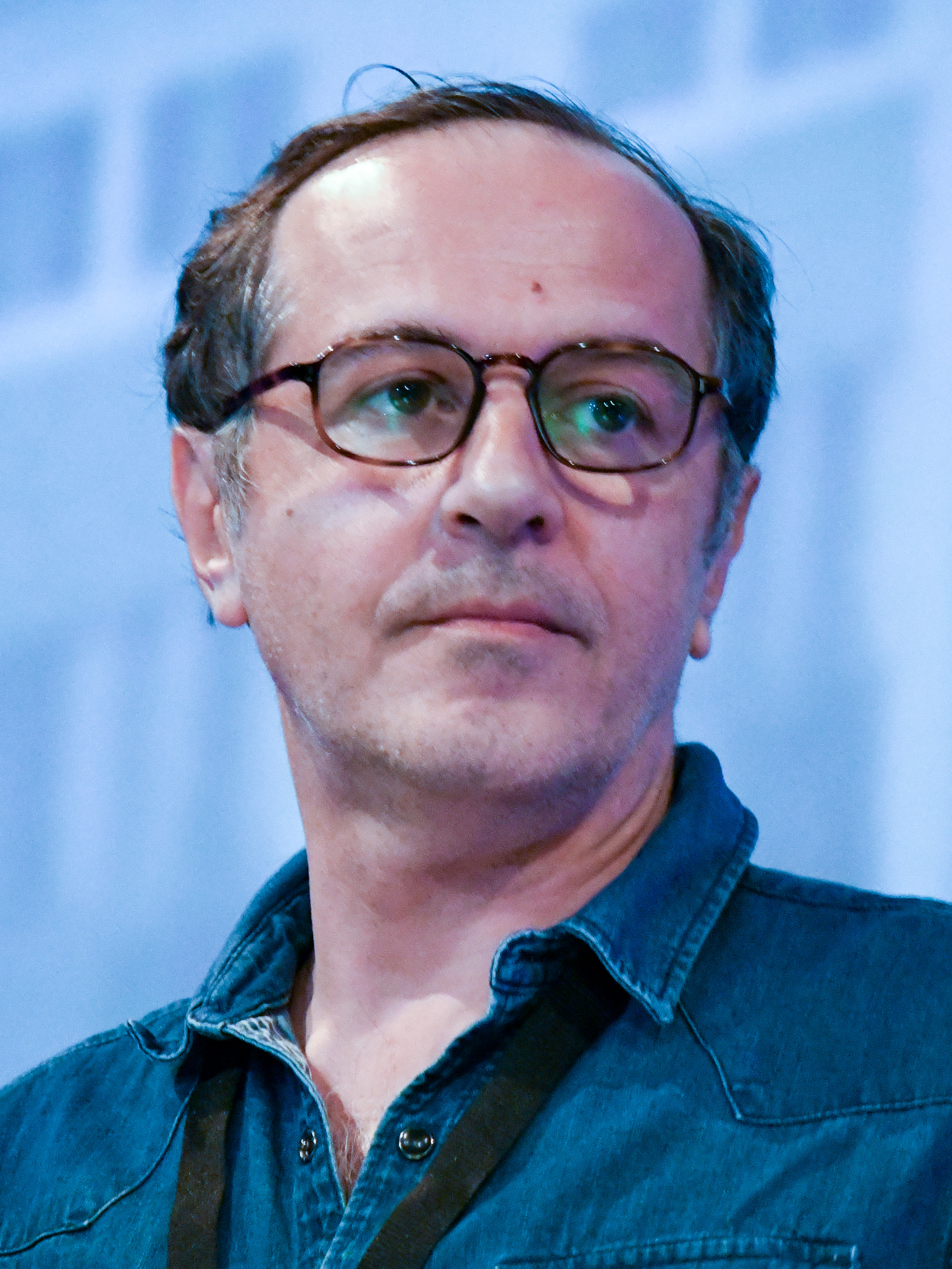
Merab Ninidze als Cem Oktay
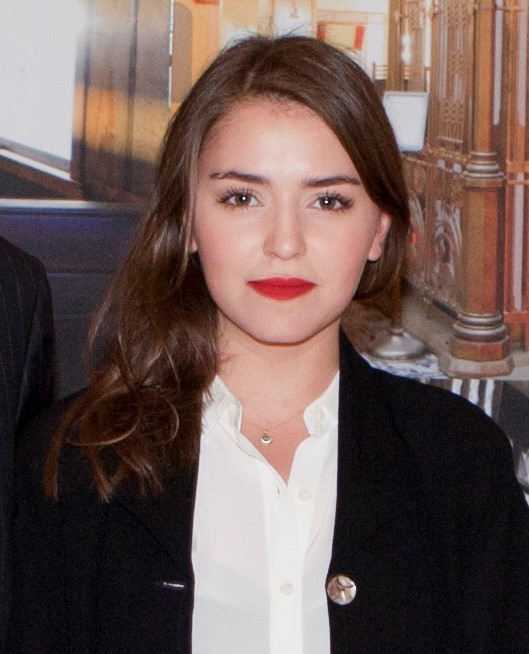
Ava Celik als Yasemin
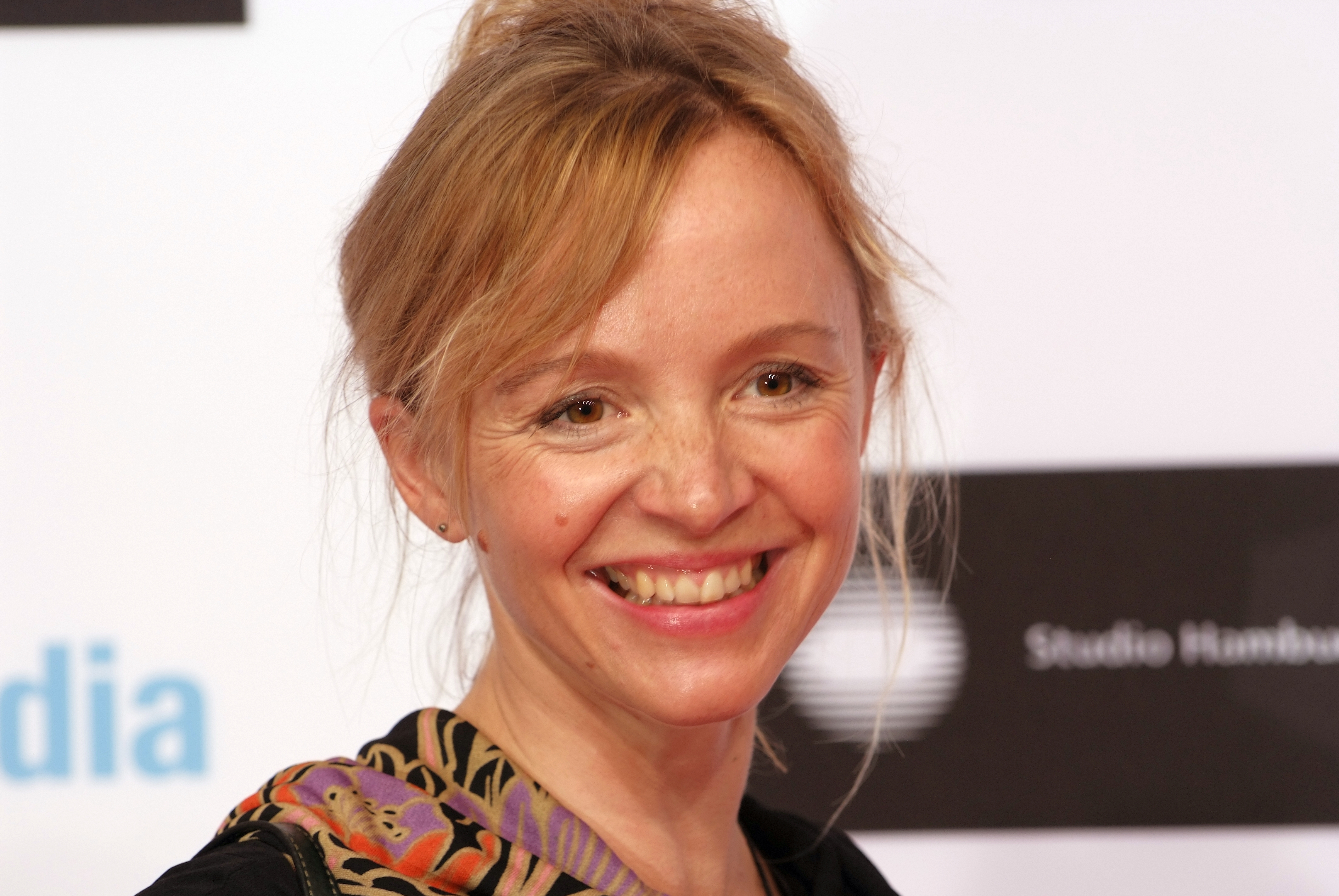
Johanna Klante als Michelle Schmid
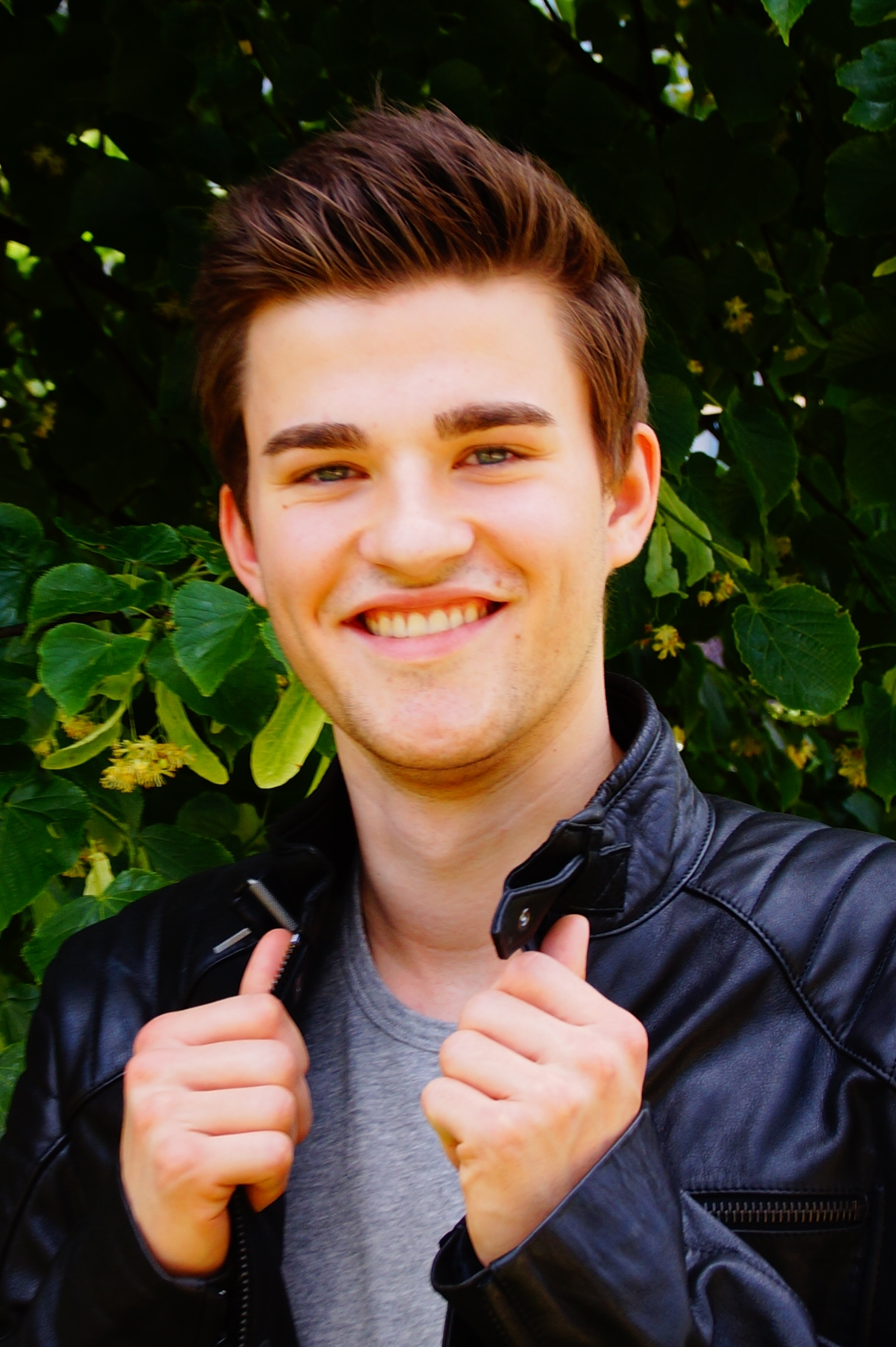
Patrick Mölleken als Peet Hagen
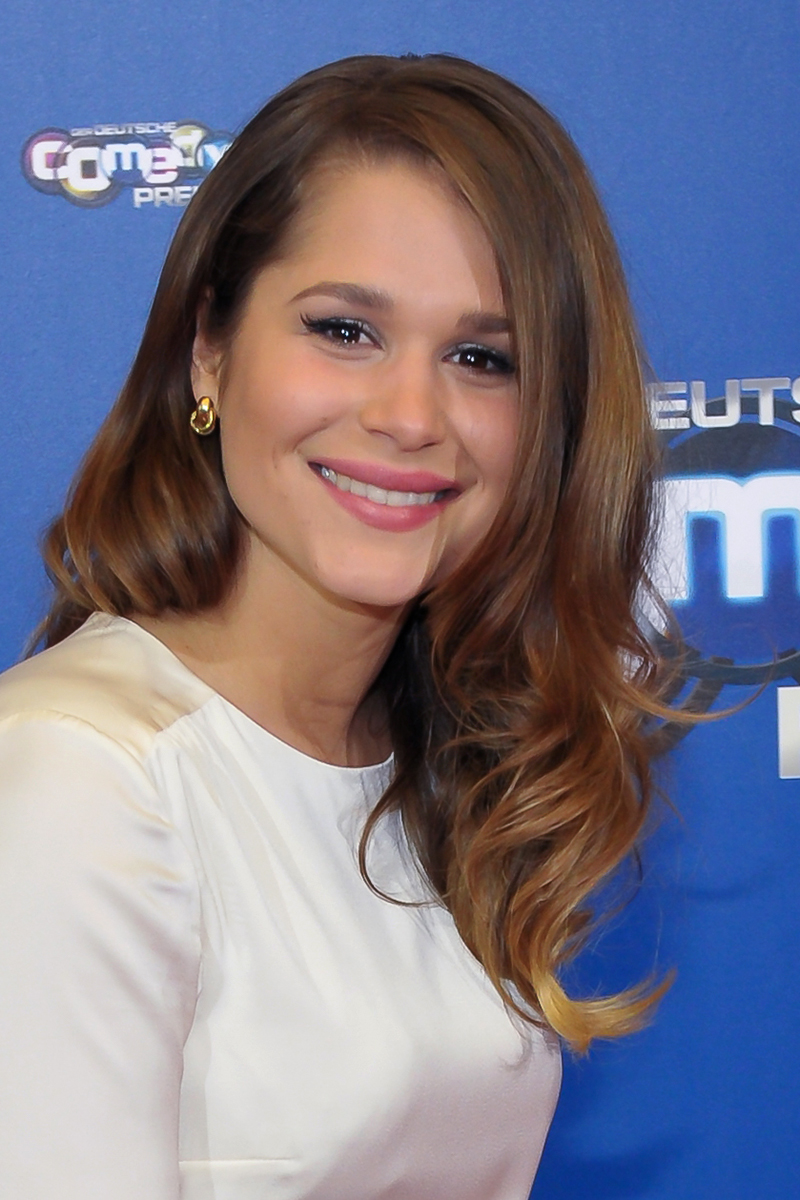
Cristina do Rego als Filippa Furtado
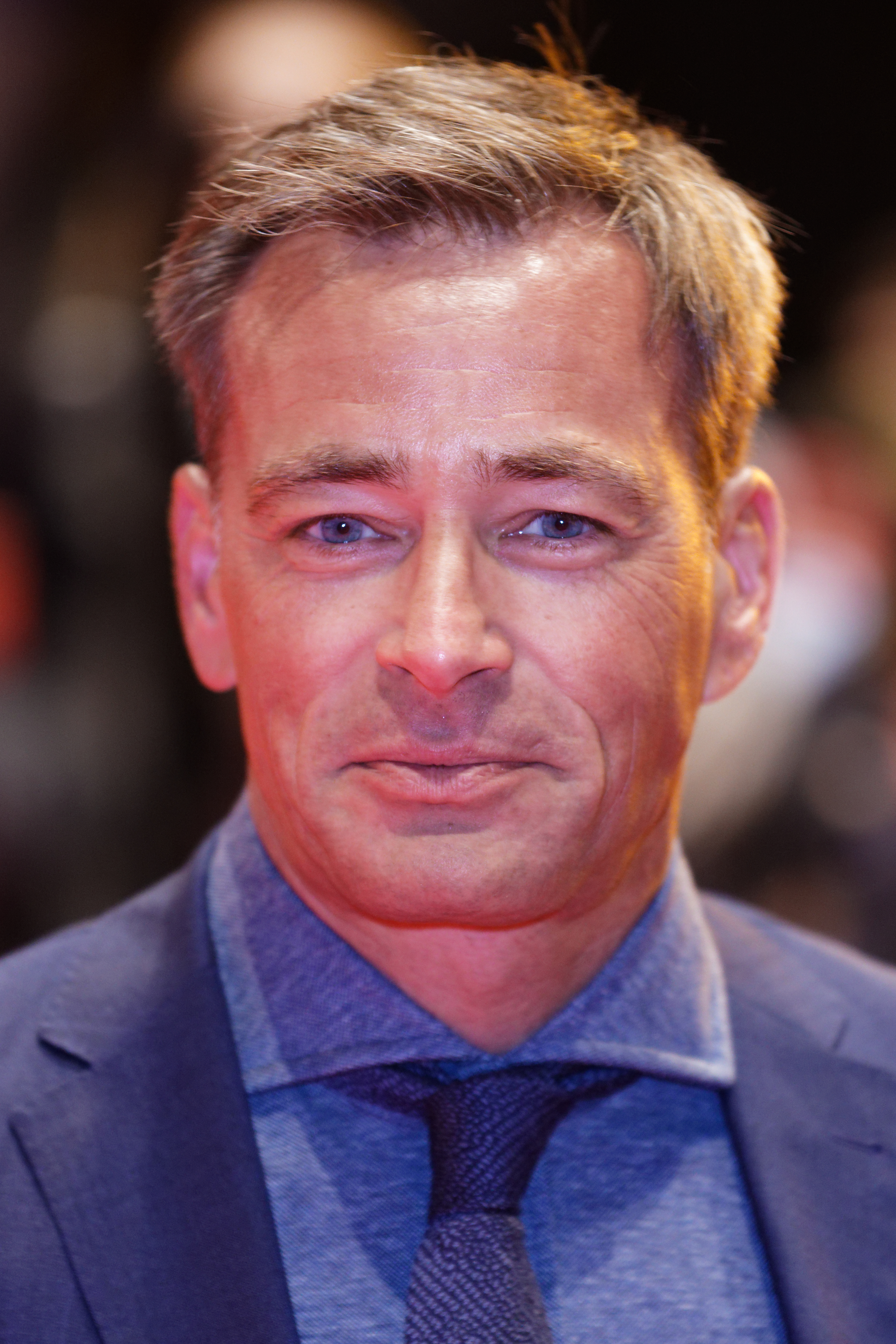
Jan Sosniok als Dr. Tom Kleinke
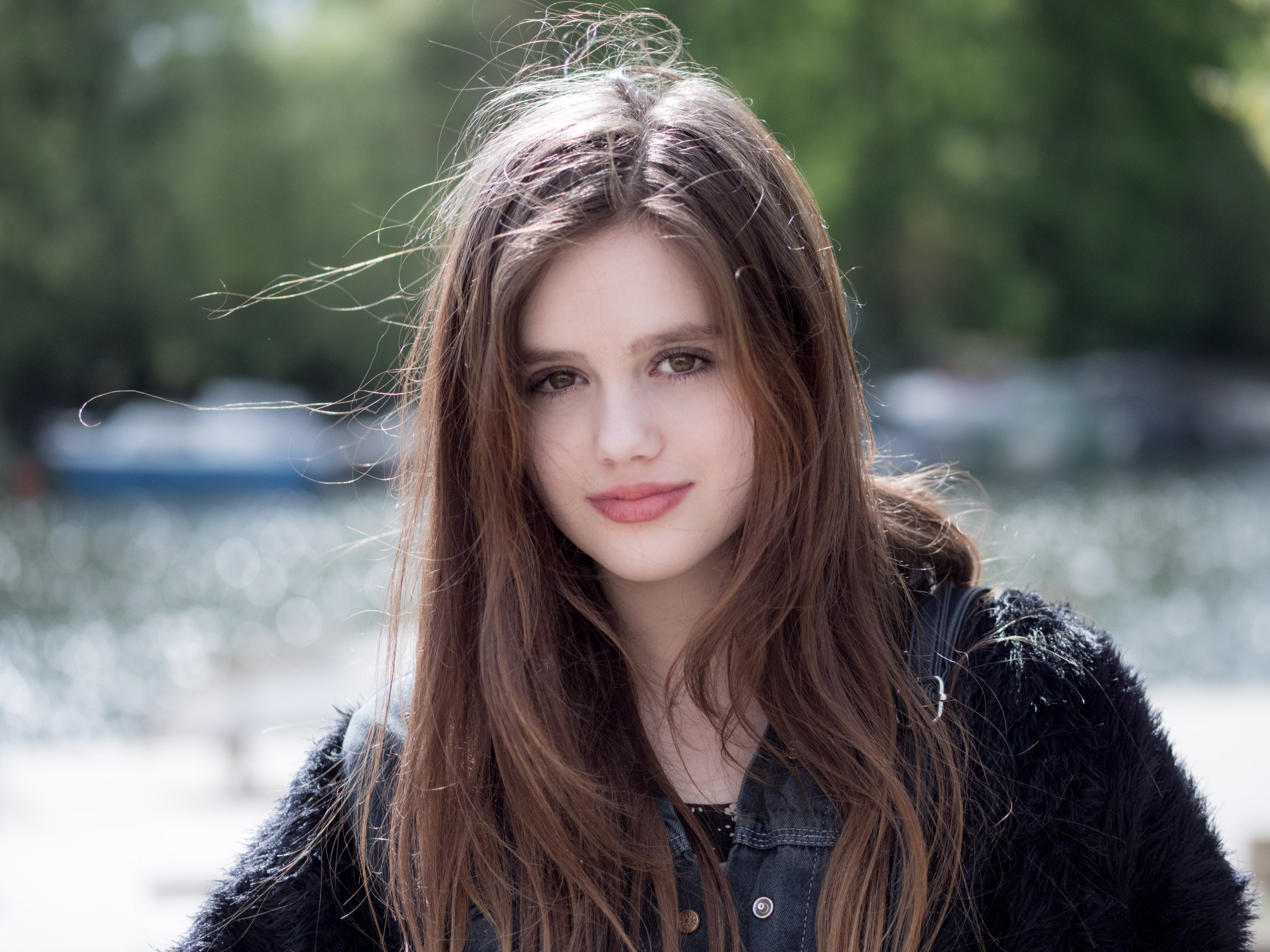
Aniya Wendel als Nora Kleinke
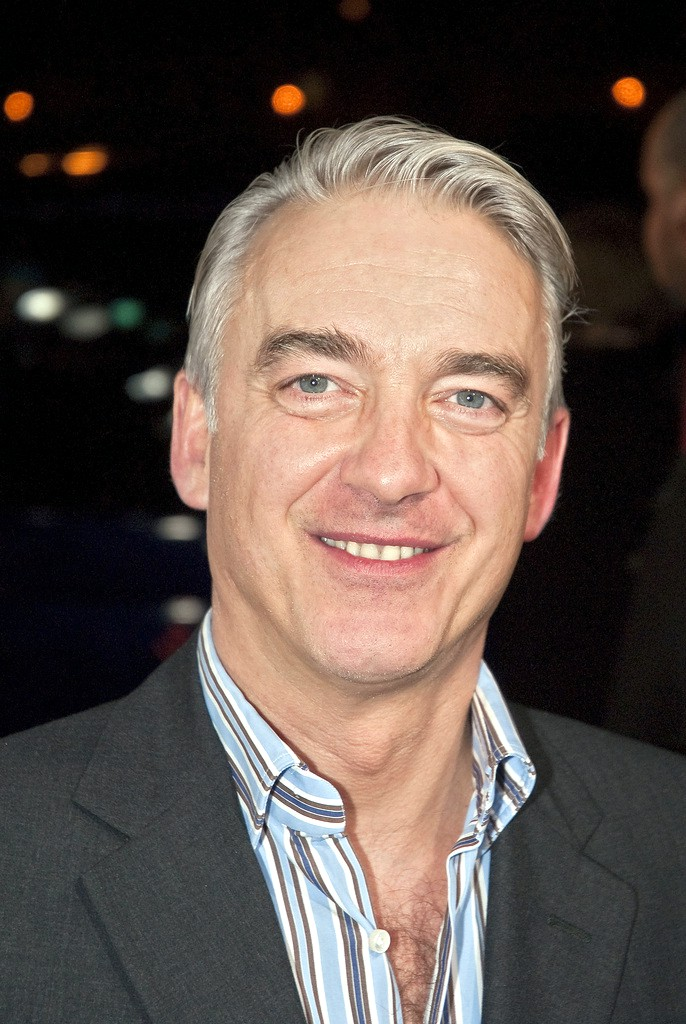
Christoph M. Ohrt als Jan Steinmann
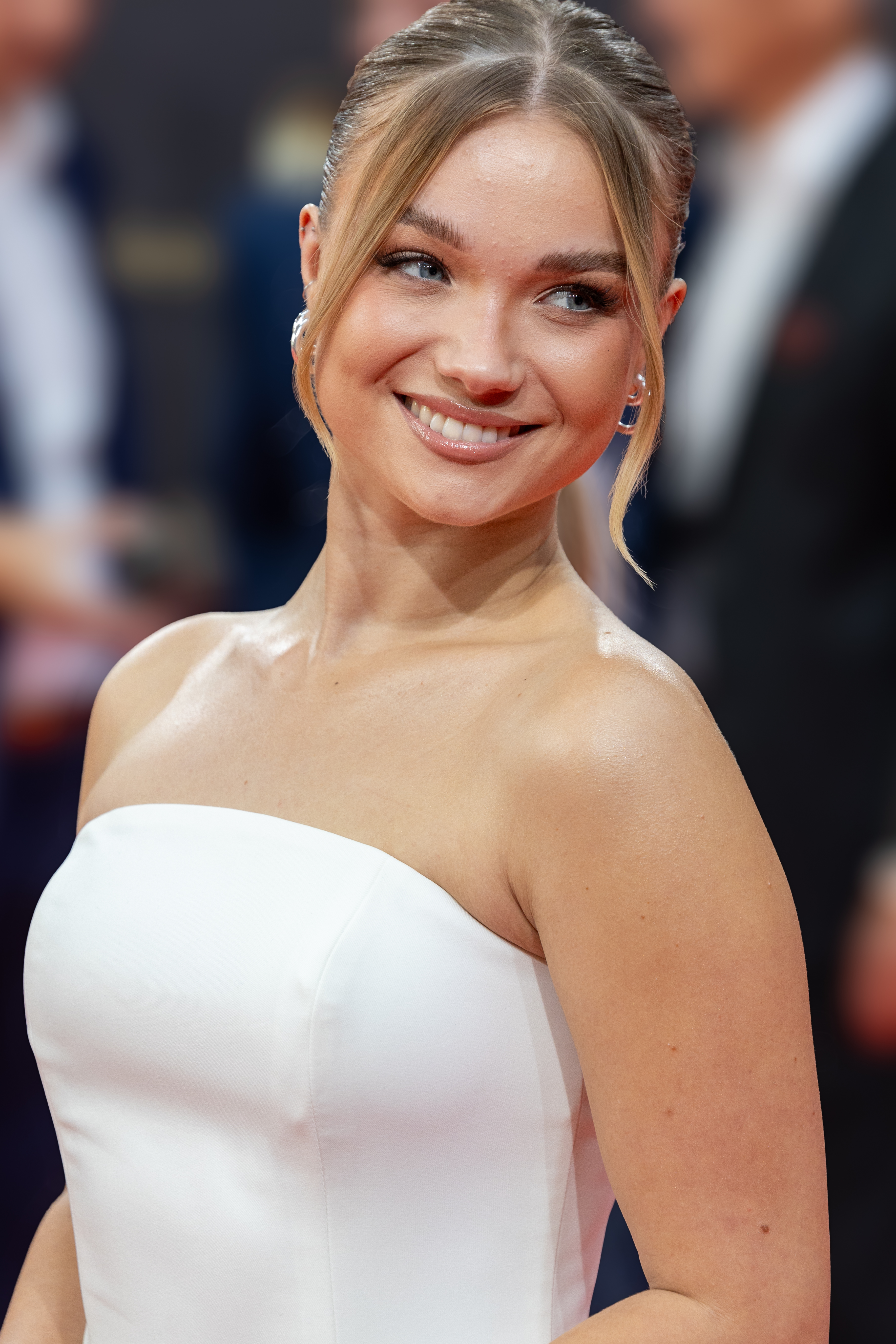
Julia Beautx 1 als Lilly Engel
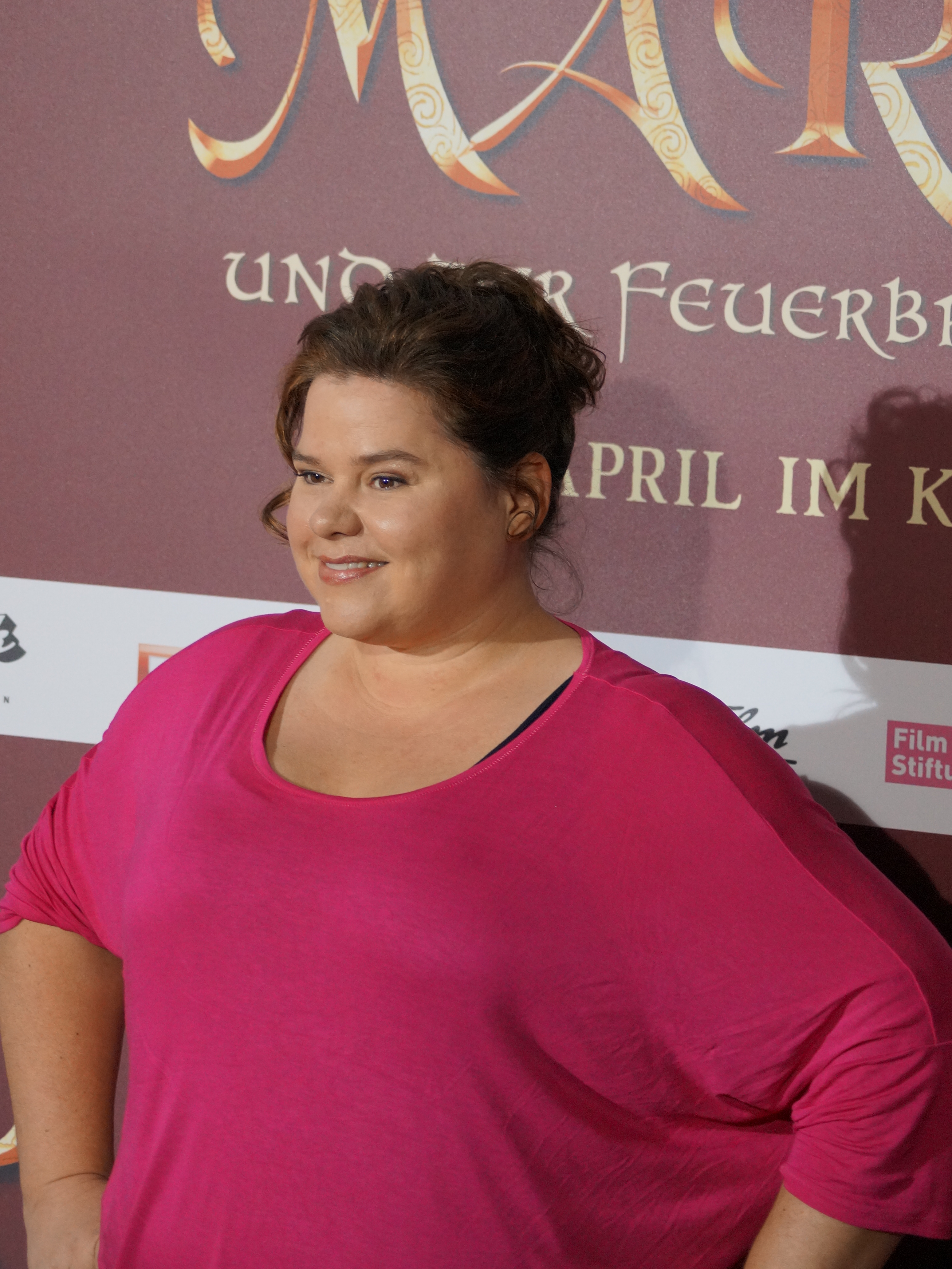
Nadine Wrietz als Leslie Wolf
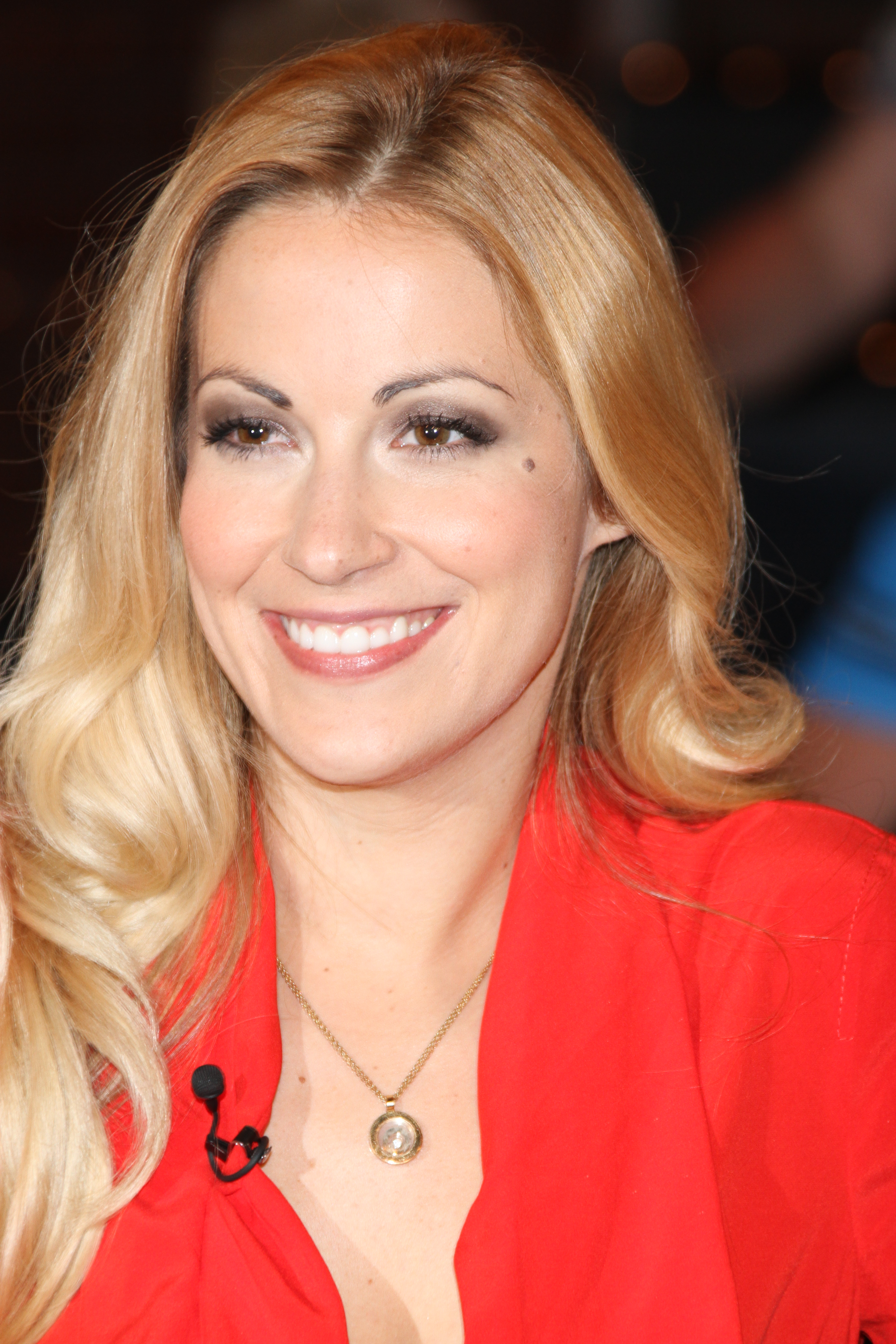
Andrea Kaiser als Roberta Rossi

## Kritik
Oliver Armknecht von film-rezensionen.de meinte: „Eigentlich bringt die ZDF-Reihe Frühling alles mit für ein bisschen schöne Berieselung. So spielt sie in einem kleinen idyllischen Ort, an dem – von Weihnachtsepisoden […] abgesehen – immer die Sonne scheint. Man könnte sogar meinen, dass der Titel sich auf eine ganzjährliche Jahreszeit bezieht anstatt ‚nur‘ auf den Namen des Dorfes. Doch vor dem beschaulichen Hintergrund der Herzkino-Filme geschehen ständig irgendwelche furchtbar tragischen Sachen. So viele, dass man sich fragt, ob überhaupt irgendjemand dort ein normales glückliches Leben führt. Da ist der 24. Teil Genieße jeden Augenblick, trotz des aufmunternden Titels, keine Ausnahme.“
Rainer Tittelbach von tittelbach.tv befand: „Kennt man eine Episode der ‚Frühling‘-Reihe kennt man sie alle, dürften wohl die meisten Programmzeitschriften-Kritiker sagen. Sicher auch einige Zuschauer.“ Doch „lässt sich feststellen, dass das so nicht ganz richtig ist. Die lebensbejahende ZDF-Reihe, deren Ausstrahlung zuletzt erfreulicherweise an aufeinanderfolgenden Sonntagen erfolgte, erfüllt einerseits selbst gesetzte als auch Herzkino-Standards, andererseits aber unterscheiden sich die Filme in ihren Tonlagen- und Themen-Nuancen, in ihrer dramaturgischen Stimmigkeit und ihrem filmischen Flow.“ „Für den Kritiker, der bisher alle Filme gesehen hat und dem allerdings persönlich eher der Sinn steht nach Darstellungen von Familie und Alltag, wie man sie in Serien wie Das Wichtigste im Leben oder Bonusfamilie erzählt bekommt, geht es mit dieser Reihe ähnlich wie mit einigen Serien. Es stellt sich die Frage: Muss das immer so weitergehen? Will man das noch sehen? Sollte sich der Zuschauer nicht lieber Filmsätze wie Man muss jeden Tag so leben, als wäre es der letzte zu Herzen nehmen und lieber mal den Fernseher auslassen? Schließlich die Gretchen-Frage: Will ICH das noch sehen? […] Dieser familiäre Mikrokosmos Frühling besitzt also auch im zehnten Jahr durchaus noch etwas Faszinierendes, für den, der solche nach Harmonie strebenden Reihen gerne guckt. Lindenstraße hört auf. ‚Frühling‘ geht weiter.“

## Drehorte

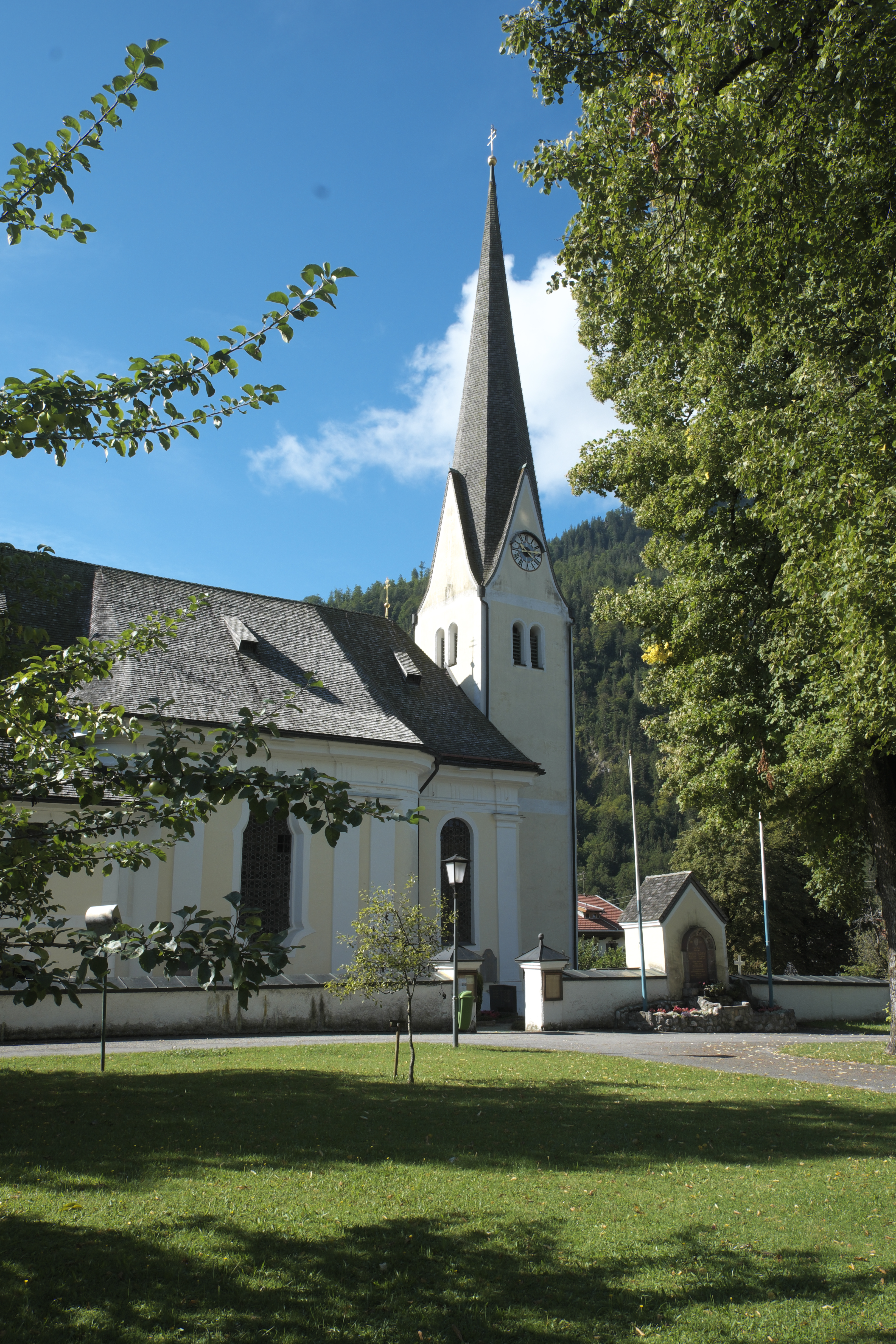
Pfarrkirche St. Margareth in Bayrischzell

Die oberbayerischen Orte Bayrischzell und Parsberg (Miesbach) dienen als Kulisse für den fiktiven Ort Frühling. Hauptdrehorte sind auch das „Café Huber“ in Bayrischzell und die Kurklinik Armona Medical Alpinresort in Thiersee sowie der See selbst.
Die Krankenhausszenen werden innen und außen großteils im RoMed-Klinikum in Prien am Chiemsee gedreht.

## DVD
Alle Filme sind zeitnah nach der Erstausstrahlung auf DVD erschienen.